# Агроклиматично райониране на земеделските култури
Развитието на аграрната наука показва, че разделянето на територията на страната на климатични области не е достатъчно за нуждите на земеделието. Установено е, че еднородни по климат райони са твърде разнородни по отношение на растежа и развитието на земеделските култури.
За да може агрометеорологията да изпълнява задачата си, свързана с правилното агроклиматично райониране на кулутрите, е необходимо да се установят факторите, които ограничават растежа и развитието на тези култури и характеристикака на климатичната среда да бъде дадена от гледна точка на изискванията на всяка култура.
Ето защо, агроклиматологията разграничава климата въобще на климат за отглеждане на пшеницата, климат за отглеждане на лозата и т.н.
За тази цел се прави и съответното разграничаване на периода на отглеждане на културите на подпериоди. За подпериод от развитието се възприема тази част от вегетационния период на културата, в която изискванията към агрометеорологичните условия са близки. Междуфазните периоди в повечето случаи са част от подпериодите на растеж и развитие на културата.
За да бъдат оценени правилно взаимоотношенията между растенията и средата се подхожда към определяне на 2 типа периоди: критични периоди и периоди на понижени изисквания.
- През критичния период растенията стават особено чувствителни към даден фактор. Така напр.:
  - овощните видове, които през зимата са устойчиви на ниски температури, стават особено чувствителни към тях по време на разпъпването и цъфтежа;
  - критичният период на пшеницата към влагата настъпва 15 дни преди изкласяването.

Следователно, критичните периоди настъпват или по време на най-буйния растеж или по време на формиране на генеративните органи.
- Периодите на понижени изисквания обикновено траят по време на зимен покой, а също и за известно време от активната вегетация на културите.

Редица изследвания показват, че вегетационния период на основните контролни земеделски култури може да бъде разделен на следните подпериоди:
- При пшеница (всички зимни житни) – от сеитба до поникване; от начало до края на братене; от края на братене до изкласяване; от изкласяване до пълна зрялост.
- При царевица – от поникване до изметляване; от изметляване до оплождане на кочана; от оплождането до края на млечна зрялост; от края на млечна зрялост до пълна зрялост.
- При лоза – от края на гроздобера до първите признаци на разтваряне на очите (пъпките); от разтваряне на пъпките до поява на първите цветове (падане на калпачетата от ресата); от образуване на плодове до омекване; от омекване до пълна зрялост; от пълна зрялост до края на гроздобера.

## За по-подробна информация вижте
- Агроклиматични изисквания на земеделските култури
- Климатични коефициенти при бонитация